# Вајлдроуз (Северна Дакота)
Вајлдроуз (енгл. Wildrose) град је у америчкој савезној држави Северна Дакота.

## Демографија
По попису из 2010. године број становника је 110, што је 19 (-14,7%) становника мање него 2000. године.
| Група             | 2000.       | 2010.       |
| Белци             | 125 (96,9%) | 102 (92,7%) |
| Афроамериканци    | 0 (0,0%)    | 0 (0,0%)    |
| Азијати           | 4 (3,1%)    | 0 (0,0%)    |
| Хиспаноамериканци | 0 (0,0%)    | 5 (4,5%)    |
| Укупно            | 129         | 110         |